# Web of Mimicry
Web of Mimicry est un label créé par Trey Spruance, l'un des membres du groupe musical Mr Bungle. Le label a initialement été créé comme un label fictif à la demande du distributeur Revolver pour héberger les albums des Secret Chiefs 3. Il a ensuite accueilli le groupe Estradasphere, formé par des amis de Trey Spruance. 
Par la suite, d'autres groupes sans label, essentiellement localisés dans la baie de San Francisco, sont venus étoffer le catalogue de Mimicry. L'essentiel des ventes du label repose sur les albums des Secret Chiefs 3, et dans une moindre mesure Sleepytime Gorilla Museum et Estradasphere. La survie du label est due en grande partie à une base très solide d'anciens fans de Mr. Bungle.
En 2006, le label réalise une mue en laissant partir Estradasphere et Sleepytime Gorilla Museum pour le label The End Recordings, et en modifiant fondamentalement son approche, désormais moins orientée artistes. De plus certaines œuvres ne seront plus distribuées que sur support vinyle.

## Artistes du label Web of Mimicry
- Secret Chiefs 3
- Estradasphere (*)
- Sleepytime Gorilla Museum (*)
- Brazzaville (*)
- The Youngs (*)
- Faxed Head
- Asva
- The Stares
- The Tuna Helpers
- Dengue Fever (*)

(*) artistes n'étant plus actuellement sur ce label